# Jarl

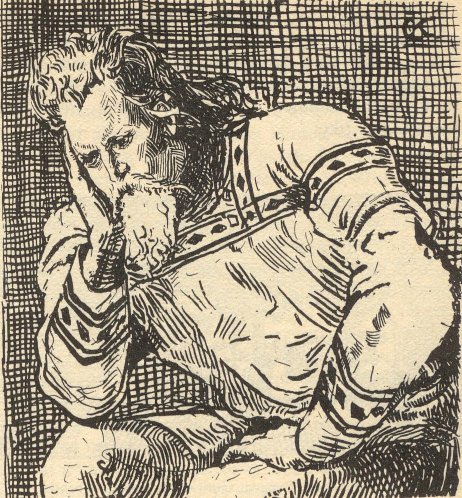
Jarl Hakon na rycinie Christiana Krohga (1899)

Jarl (starnord. iarl) – średniowieczny tytuł nadawany skandynawskim wodzom lub powiernikom króla. Używali go również niezależni władcy mniejszych terytoriów. Pierwotnie słowo jarl oznaczało człowieka możnego, potężnego lub wyżej postawionego. Później symbolizowało namiestnika królewskiego lub zarządcę prowincji. Tytuł był znany w całej Skandynawii, ale najczęściej używano go w Norwegii i na Orkadach. W Anglii od słowa jarl wywodzi się tytuł earl.

## Etymologia
Pochodzenie słowa jarl, jak i jego pierwotne znaczenie, nie jest do końca jasne. Jedna z teorii wiąże je z plemieniem Herulów. Według Prokopiusza z Cezarei po latach grabieży powróciło ono w 512 roku do Skandynawii. Ponieważ ich ojczysta ziemia została zajęta przez Danów, osiedlili się na terenie dzisiejszej Szwecji. W języku proto-nordyjskim nazywano ich erilar. Określenie to jest zbliżone do słów jarl i earl, jednak żadna teoria nie tłumaczy do końca w jaki sposób zaczęto używać go jako tytułu.  Ponieważ Herulom przypisywano dużą wiedzę z zakresu run, to uważano, że byli równie utalentowani w sztuce wojennej. Prawdopodobnie stopniowo określenia jarl zaczęto używać w odniesieniu do rangi lub wysokiego stanowiska. W islandzkich sagach mianem jarla często nazywano wodza lub przywódcę królewskiej armii.

## Tytuł jarla
Tytuł był najpopularniejszy w Norwegii, gdzie od IX do XI wieku panowali najpotężniejsi jarlowie. Ich siedziby znajdowały się głównie w Lade, w pobliżu Trondheim, a ich władza rozciągała się na całą północną Norwegię. Przez ponad sto lat tytuł był dziedziczony z ojca na syna. Później był przyznawany tylko braciom lub bliskim krewnym króla. Jarl, który złożył przysięgę wierności otrzymywał miecz oraz sztandar. Mógł posiadać również sześciu ludzi do pobierania danin, lecz nie wyższych niż król. Ponadto, jeśli zranił człowieka musiał zapłacić podwójną karę, w postaci zadośćuczynienia dla poszkodowanego, oraz dla władcy.
W Szwecji jarlami byli lokalni wodzowie albo wicekrólowie wyznaczeni przez króla do zarządzania jedną z historycznych prowincji, takich jak: Västergötland, Östergötland lub Svealand. W połowie X wieku miejscowych przywódców zaczęto stopniowo określać mianem książąt, a w XIII wieku tytuł jarla zanikł w Szwecji całkowicie.
Na Islandii jarlem był jedynie Gizzur Þorvaldsson, który otrzymał ten tytuł w 1258 roku od króla Haakona. Na Wyspach Owczych, Szetlandach i na Grenlandii nie był on używany.
Najdłużej tytuł jarla przetrwał na Orkadach i podobnie jak w Norwegii był on dziedziczny. Stosunki między norweskimi królami a jarlami określały umowy. Wprawdzie uznawali oni zwierzchnictwo Norwegii, lecz pozostawali w dużej mierze niezależni. Kiedy w 1469 roku Orkady znalazły się pod panowaniem szkockim tytuł jarla zaczął zanikać.